# Библиотека Оскара Нимейера
Библиотека Оскара Нимейера (фр. Bibliothèque Oscar Niemeyer) — публичная библиотека во Франции, расположенная в городе Гавр (регион Нормандия) и открытая в 2015 году. Занимает часть архитектурного ансамбля «Espace Oscar Niemeyer», построенного Оскаром Нимейером в период с 1978 по 1982 год.

## История
Проект по строительству Espace Oscar Niemeyer был инициирован мэром Гавра Андре Дюромеа в 1972 году. Тогда речь шла о проектировании нового помещения для Дома культуры Гавра, открытого 24 июня 1961 года Андре Мальро и до этого находившегося в музее современного искусства. Бразильский архитектор Оскар Нимейер, живший в то время во Франции, был выбран, в частности, из-за своей приверженности идеям коммунизма.
Проекты архитектурного ансамбля были представлены в 1974 году и предусматривали строительство концертного зала, многофункционального зала и различных помещений на месте бывшего театра на площади Гамбетта. Работа началась в 1978 году и закончилась через 4 года, зал был открыт 18 ноября 1982 года.
В 2010 году с согласия Оскара Нимейера был начат проект реконструкции, включающий реконструкцию концертного зала Volcan и преобразование зала Petit Volcan и части прилегающих помещений в библиотеку. Реконструкция архитектурного ансамбля была завершена в 2015 году и обошлась в 60 млн евро, 78% из этой суммы было предоставлено городом.
Библиотека была открыта 2 ноября 2015 года.

## Архитектура и интерьер
Библиотека Оскара Нимейера расположена в реконструированном центре Гавра (работа архитектора Огюста Перре, в 2005 году внесённая в список Всемирного наследия ЮНЕСКО). Она состоит из здания под названием Petit Volcan, а также пристроек.
Часть библиотеки находится под землёй и имеет вход через площадь Оскара Нимейера, известную как «низкая площадь», так как она располагается на 4 метра ниже уровня города, и имеющую форму голубя
Petit Volcan характеризуется бетонным корпусом в параболо-гиперболоидной оболочке, окрашенной в белый цвет. В его стенах на уровне второго этажа имеется около тридцати вертикальных застеклённых проёмов в форме неправильных шестиугольников. В 2015 году оригинальный потолок заменили на стеклянную крышу.
Внутренние стены библиотеки сделаны из бетона и досок, окрашены или покрыты лаком. В них проделаны прямоугольные и круглые отверстия в виде иллюминаторов. Преобладающие цвета — лимонно-жёлтый и фиолетово-синий.
В 2016 году интерьер библиотеки получил премию Livres Hebdo de l’Espace intérieur.

## Работа библиотеки
Библиотека занимает площадь 5270 квадратных метров, из которых 4000 квадратных метров доступны для читателей. Она оборудована 600 местами для консультаций и 125 компьютерными станциями, включая 50 сенсорных панелей. Она также оснащена бесплатным Wi-Fi и ящиком для автоматического возврата документов, доступным 7 дней в неделю, 24 часа в сутки.
В 2018 году библиотека предоставляла читателям коллекцию из 116 000 документов, сгруппированных по «полюсам»:
- биографии и мемуары;
- досуг и прикладная литература
- Отдел детективов на втором этажеработа и образование;
- мысль и общество;
- мир вчера и сегодня;
- естественные науки и техника;
- искусство и музыка;
- художественная литература;
- комиксы и манга;
- литература для детей от 4 до 11 лет;
- литература для детей от 0 до 4 лет, а также родителей и воспитателей.